# モーニングEye
『モーニングEye』（モーニング・アイ）は、1984年11月5日から1996年9月27日までTBS系列各局で毎週月 - 金曜に生放送されていたTBS制作のワイドショー番組である。

## 概要
『森本毅郎さわやかワイド』の後継番組としてスタート。当初は総合司会の森本毅郎の冠番組として『森本ワイド』（もりもとワイド）のサブタイトルが付されたが、1987年、その森本が『ニュース22プライムタイム』のメインキャスターとして異動し、池田裕子（絵門ゆう子）とともに番組を降板。総合司会を山本文郎と、当時の新人だった長峰由紀（当時TBSアナウンサー）に交代、同時に総合司会者の冠が外れた。1991年4月1日に山本のパートナーが長峰から渡辺真理（当時TBSアナウンサー）に交代。山本は就任当時TBSアナウンサー（社会情報局専門局局長兼任）だったが、1994年9月末の退社・フリー転身後も専属契約のキャスターとして総合司会を続けた。
『モーニングジャンボ奥さま8時半です』『森本毅郎さわやかワイド』と同様に、9:15頃まではライオンの一社提供で、佐藤遥子・伊津野亮などの生CMが放送されていた。のちの『はなまるマーケット』→『いっぷく!』→『ビビット』→『グッとラック!』→『ラヴィット!』にも引き継がれている。
1990年代の制作協力会社は東京ビデオセンター・ファーストハンド・東放制作（現在のTBSスパークル）。この3社は1987年10月4日に開始した『サンデーモーニング』も制作協力をしていた（東京ビデオセンターは2024年3月で制作協力から離脱）。制作スタッフはこの3社に加え、TBSからもプロデューサー・ディレクターなどが参加していた。当番組を制作していた社会情報局から報道局（記者など）へ異動したスタッフが何人かいた。
1986年放送の情報番組『中村敦夫の地球発22時』（毎日放送制作・TBS系）で森本毅郎司会時代の当番組が密着取材されていた。司会の森本毅郎・池田裕子・村上允俊リポーターのほか、古屋敷義房プロデューサー・田嶋敦ディレクター（2名とも東京ビデオセンター）が映し出されていた。当時の田嶋敦ディレクターは2025年5月現在、東京ビデオセンターの代表取締役社長を務めている。
「ゲストコメンテーター」は極力使っていなかった。例外は月曜の和田勉と、金曜日の天野祐吉・木元教子・山本コウタロー・田中康夫・前田武彦・残間里江子・平野陽子（特集コーナーの「WEEKポイント」・「WEEKポイント・延長戦」（放送時間拡大時の1992年10月以降から）出演のため）など。
芸能人は「さん」といった敬称を使用していた（当時の『ビッグモーニング』、『関口宏のサンデーモーニング』、『情熱ワイド!ブロードキャスター』、後継番組の『はなまるマーケット』も同じ）。
事件・芸能・皇室だけではなく、きんさんぎんさん・政治・経済・特撮映画（『ゴジラ』、『モスラ』など）などの話題も多く取り上げていた。当時のテレビ朝日制作として放送されていた『モーニングショー（第1期）』→『スーパーモーニング』と同じく、時事問題を多く取り上げていた。
芸能ニュースは小川みどり・みといせい子が中心となってリポートしていた。リポート後、宇都木員夫（芸能デスク）が解説を加えていた。
リポーターの村上允俊が『トリカブト保険金殺人事件』を連日伝えていた。この事件は当時の『ビッグモーニング』（下村健一アナウンサー）でも頻繁に伝えていた。
事件・不祥事・殺人事件・統一教会・幸福の科学・オウム真理教事件などは、高村智庸、剛たつひと、山形美房、津島令子などが詳しく伝えていた。
1993年頃、総合司会の山本文郎が番組内で「お前の番組は皇室の話題が多い」という視聴者からの意見を紹介していたが、実際に皇室の番組がTBSで多かったのは午後の『3時にあいましょう』→『スーパーワイド』だった。
1990年代前半は同時間帯の視聴率1位を独走していた。
番組末期の1996年4月からの半年間は、宇崎竜童 & RUコネクション with 井上堯之の楽曲「鳥の瞳で」（シングル『GOD BLESS TOKYO』カップリング/アルバム『起承転々』所収）がテーマ曲として流れていた。
「TBSビデオ問題」の責任を取る形でTBSはワイドショーの廃止を決定したため、1996年9月27日に終了。『モーニングジャンボ』時代から通算25年半続いた朝のワイドショー番組は一旦幕を下ろす事になり、本番組としては約12年続いた。『モーニングEye』はTBSビデオ問題に関しては全くの無関係である。「TBSビデオ問題」が発覚した後は、当番組でも大きく取り上げていた。後継番組は、岡江久美子・薬丸裕英が総合司会を務める生活情報番組『はなまるマーケット』。なお、山本は本番組終了と共にTBSとの専属契約が切れてフリーとなり、先立って終了していた『スーパーワイド』の後継番組で同じく生活情報番組『素敵なあなた』に異動した。
『はなまるマーケット』（2014年3月28日まで）は「生活情報番組」、その後継番組『いっぷく!』（同年3月31日 - 2015年3月27日）は「情報番組」という位置付けだったが、『いっぷく!』に代わって2015年3月30日から本枠で開始した『白熱ライブ ビビット』（2017年4月3日から『ビビット』に改題、2019年9月27日に終了）は「ワイドショー・情報バラエティ番組」との位置付けとなり、本番組終了以来18年半ぶりに本枠でのワイドショーが事実上の復活となった。『ビビット』の後継番組『グッとラック!』もワイドショー路線を継続したが、『ビビット』時代から続く視聴率低迷により2021年3月で終了。同年春開始の新番組からは再びワイドショー路線から撤退し、『はなまるマーケット』をモデルとした新生活情報番組『ラヴィット!』に切り替わる。なお、『はなまるマーケット』までは制作協力会社が同じく敬称を付けていたが、『いっぷく!』以降は他のTBSの報道・情報番組と同じく有名人は基本的に呼び捨てとなっている。
2014年2月27日放送の『朝ズバッ!』で山本の死去が伝えられた際、本番組初総合司会時の映像が流れた。

## 出演者

### 放送時間・総合司会・アシスタント
| 期間 | 期間          | 放送時間（JST）             | 番組タイトル             | 総合司会   | アシスタント |
| --- | ------------- | --------------------------- | ------------------------ | ---------- | ------------ |
| 1984年11月5日 | 1985年3月29日 | 平日 8:30 - 9:55（85分）    | 森本ワイド モーニングEye | 森本毅郎12 | 菅原牧子2    |
| 1985年4月1日 | 1986年3月28日 | 平日 8:30 - 9:55（85分）    | 森本ワイド モーニングEye | 森本毅郎12 | 石井和子     |
| 1986年3月31日 | 1987年9月25日 | 平日 8:30 - 9:55（85分）    | 森本ワイド モーニングEye | 森本毅郎12 | 池田裕子2    |
| 1987年9月28日 | 1987年10月2日 | 平日 8:30 - 9:55（85分）    | 森本ワイド モーニングEye | なし       | 池田裕子2    |
| 1987年10月5日 | 1991年3月29日 | 平日 8:30 - 9:55（85分）    | モーニングEye            | 山本文郎2  | 長峰由紀2    |
| 1991年4月1日 | 1992年10月2日 | 平日 8:30 - 9:55（85分）    | モーニングEye            | 山本文郎2  | 渡辺真理2    |
| 1992年10月5日 | 1996年9月27日 | 平日 8:30 - 10:20（110分）3 | モーニングEye            | 山本文郎2  | 渡辺真理2    |
| - 1 『森本毅郎さわやかワイド』から続投。 - 2出演時TBSアナウンサー（森本、池田は局契約） - 3 一部地域は9:55で飛び降り |               |                             |                          |            |              |

### コメンテーター
月曜
- 和田勉

金曜
特集コーナー：『WEEKポイント』・『WEEKポイント・延長戦』など。
- 前田武彦（初期のみ、『朝のホットライン』お天気マンも当時担当）
- 天野祐吉
- 木元教子
- 山本コウタロー（1991年頃から）
- 平野陽子（『地球!朝一番』元司会者）
- 田中康夫（後期のみ）
- 残間里江子（後期のみ）

ほか

### リポーター・芸能デスク・ナレーター
- 高村智庸（番組終了後、1997年4月から2015年3月までテレビ朝日『スーパーモーニング』→『モーニングバード』リポーター、元俳優）
- 剛たつひと（本業は俳優）
- 村上允俊（トリカブト保険金殺人事件からきんさんぎんさんの話題まで幅広く取材）
- 菊田紋子（2020年9月までテレビ朝日『スーパーJチャンネル』木曜18時で不定期のグルメ・旅行関連リポーター。その他、グルメリポーターとして数々の番組に出演。民放のBSデジタル放送で放送されている資生堂のCMに出演していた）
- 山形美房（2014年3月までテレビ朝日『ワイド!スクランブル』リポーター、テレビ朝日『週刊ニュースリーダー』ナレーター）
- 小川みどり（1986年7月から9月までTBSのドラマ『男女7人夏物語』に出演）
- みといせい子（1996年10月以降、テレビ朝日『スーパーモーニング』→『モーニングバード』→『羽鳥慎一モーニングショー』芸能リポーター、朝日放送『おはようコールABC』コメンテーター）
- 島田薫（2014年3月までテレビ朝日『ワイド!スクランブル』リポーター）
- 津島令子（本業は女優）
- 岩井小百合（元アイドル歌手）
- 今村優理子（テレビ朝日『アフタヌーンショー』元司会者）
- 小森谷徹（『ひるおび!』新聞コーナー担当、2020年9月終了までTBSラジオ『Fine!!』パーソナリティ）
- 服部陽介（フリーアナウンサー、元BSN新潟放送）
- 山崎大輔（本業は俳優）
- 羽賀たみこ
- サード長嶋（俳優、元お笑い芸人）
- 黒田治（番組後期、1987年4月公開の映画『アイドルを探せ』（菊池桃子主演、松竹配給）でサークルを募集している大学生役として出演）
- 宇都木員夫（芸能デスク。『朝のホットライン』、『ビッグモーニング』で木曜日の芸能デスクとして出演。ファーストハンド代表取締役。番組終了後、1997年4月からテレビ朝日『スーパーモーニング』芸能ニュースを梨元勝とともに伝えていた）
- 小高三良（ナレーション、放送当時『3時にあいましょう』の木曜特集コーナーナレーションも担当）

ほか

### レギュラー
- 三波豊和
- 田中義剛（「おとなの通信簿」のコーナーで出演）
- 渡嘉敷勝男（「こりゃまた失礼」のコーナーで出演）
- 松岡憲治（「女の人生相談 どうすりゃいいの?」のコーナーで出演、放送当時TBS社員）
- 金谷ヒデユキ（1990年代『WEEKポイント』のコーナーで、冒頭替え歌を歌っていた）

ほか

## コーナー
末期は一つ前の番組（終了当時は『おはようクジラ』）の本編終了直後に15秒間の生予告を行い、その後ステブレCMを挟んで始まっていた。この予告内では主として当日伝える話題の紹介を山本・渡辺が行っていた。これは後番組の『はなまるマーケット』でも2005年3月まで引き継がれた。 
10:20までの放送になった1992年10月5日から、9:50頃には最新のニュースを山本・渡辺が伝えていた。山本は関東ローカルの報道番組『テレポートTBS6』のキャスター経験はあるが、ニュースは報道局のキャスターが伝えていたため、当番組で初めて読むことになった。9:55で飛び降りる地域ではこのコーナーまでの放送となり、コーナー終了時にはスタジオ内の生花の映像をバックに画面右下に番組ロゴを表示していた。
金曜日には金谷ヒデユキの替え歌コーナーを放送していた時期があった。当時、私生活で問題になった金曜コメンテーターの山本コウタローも替え歌のターゲットになった時があった（「走れコウタロー」が使われた）。
渡辺時代は、水曜9:55枠で「プリティウーマン」と題したコーナーがあり、各ジャンルで活動する女性をゲストに迎えトークを行った。

## ネット局
- ネット開始状況について
  - ●…自局自身の新規開局によるもの。
  - △…当該地域におけるテレビ朝日系列の新規開局によるもの[注釈 3]。

| 放送対象地域   | 放送局             | 備考 | ネット開始状況 |
| -------------- | ------------------ | --- | -------------- |
| 関東広域圏     | 東京放送           | 制作局 現：TBSテレビ |                |
| 北海道         | 北海道放送         | 放送時間拡大時点及び番組終了時点ではフルネット |                |
| 青森県         | 青森テレビ         | 放送時間拡大時点及び番組終了時点では9:55で飛び降り |                |
| 岩手県         | IBC岩手放送        | 1995年6月22日までの社名は「岩手放送」 放送時間拡大時点から1994年4月8日までは金曜を除きフルネット、同月11日 - 1995年9月29日は全曜日でフルネット、同年10月2日から番組終了までは9:55で飛び降り |                |
| 宮城県         | 東北放送           | 放送時間拡大時点では9:55で飛び降り、1996年4月1日からフルネット |                |
| 山形県         | テレビユー山形     | サービス放送期間内の1989年9月25日からネット開始 放送時間拡大時点及び番組終了時点では9:55で飛び降り                                                                                          | ●              |
| 福島県         | テレビユー福島     | 放送時間拡大時点では9:55で飛び降り、1993年10月4日からフルネット |                |
| 山梨県         | テレビ山梨         | 放送時間拡大時点では9:55で飛び降り、1994年9月12日からフルネット |                |
| 長野県         | 信越放送           | 放送時間拡大時点から1996年1月26日までは全曜日において9:55で飛び降り、同月29日 - 同年3月26日は月・火曜のみ9:55で飛び降り、同月27日から番組終了までは全曜日でフルネット                       |                |
| 新潟県         | 新潟放送           | 放送時間拡大時点及び番組終了時点ではフルネット |                |
| 静岡県         | 静岡放送           | 放送時間拡大時点では9:55で飛び降り、1993年4月5日からフルネット |                |
| 富山県         | チューリップテレビ | サービス放送期間内の1990年9月24日からネット開始 放送時間拡大時点では9:55で飛び降り、1995年10月2日からフルネット                                                                             | ●              |
| 石川県         | 北陸放送           | 1991年10月1日からネット開始 放送時間拡大時点及び番組終了時点では9:55で飛び降り 1991年の大みそかスペシャル・1995年の年末スペシャルはフルネット                                               | △              |
| 中京広域圏     | 中部日本放送       | 現：CBCテレビ 放送時間拡大時点及び番組終了時点ではフルネット |                |
| 近畿広域圏     | 毎日放送           | 1993年10月から1995年3月までは9:55で飛び降り 選抜高等学校野球大会開催期間中は、ネット返上もしくは9:55で飛び降り                                                                              |                |
| 岡山県・香川県 | 山陽放送           | 現：RSK山陽放送 放送時間拡大時点及び番組終了時点ではフルネット |                |
| 広島県         | 中国放送           | 放送時間拡大時点では9:55で飛び降り、1993年4月5日からフルネット |                |
| 愛媛県         | あいテレビ         | サービス放送期間内の1992年9月21日からネット開始 放送時間拡大時点及び番組終了時点ではフルネット                                                                                              | ●              |
| 高知県         | テレビ高知         | 放送時間拡大時点では9:55で飛び降り、1994年4月4日からフルネット |                |
| 福岡県         | RKB毎日放送        | 放送時間拡大時点及び番組終了時点ではフルネット |                |
| 長崎県         | 長崎放送           | 1990年4月2日からネット開始 放送時間拡大時点及び番組終了時点では9:55で飛び降り 10月7日はこの日に開催される長崎くんち中継の特別番組を放送のため、平日がこの日に当たった場合はネット返上       | △              |
| 熊本県         | 熊本放送           | 1989年10月2日からネット開始 放送時間拡大時点及び番組終了時点では9:55で飛び降り | △              |
| 大分県         | 大分放送           | 1993年10月1日からネット開始 ネット開始時点では9:55で飛び降り、1994年4月1日からフルネット | △              |
| 鹿児島県       | 南日本放送         | 放送時間拡大時点及び番組終了時点では9:55で飛び降り |                |
| 沖縄県         | 琉球放送           | 1995年10月2日からネット開始 ネット開始時点では9:55で飛び降り、1995年11月13日からフルネット                                                                                                  | △              |

### ネット局に関する備考
- 本番組を放送していた時期は、テレビ朝日制作の『モーニングショー（第1期）』→『スーパーモーニング』をネットしていた地方局が多かった。テレビ朝日系列の新規開局後、熊本放送・長崎放送・北陸放送・大分放送・琉球放送では順に放送を開始したほか、1989年10月以降に開局したテレビユー山形・チューリップテレビ・あいテレビといった新規開局のTBS系列でも放送を開始し、1989年9月29日までは17局ネットだったが、1995年10月2日には最大の25局ネットになった。
- テレビ山口ではフジテレビ制作の『おはよう!ナイスデイ』、山陰放送・宮崎放送はテレビ朝日制作の『モーニングショー（第1期）』→『スーパーモーニング』をネットしていたため、最後まで未ネットだった。
- 1989年1月8日（日曜）の昭和天皇崩御における特別番組では本番組で司会をしていた山本・長峰が午前の番組に出演していた。当時、本番組を放送していなかった北陸放送・山陰放送・テレビ山口・長崎放送・大分放送・熊本放送・宮崎放送・琉球放送でもこの内容を放送していた。
- 放送時間が10:20までに拡大された1992年10月5日の放送分から番組終了までの4年間においては、通常時のフルネット局では臨時に9:55飛び降りを行うことがあった一方、逆に通常時の9:55飛び降り局でも臨時にフルネットを行うことがあった。